# تعلقه باقرانی
تعلقه باقرانی (به انگلیسی: Bakrani Taluka) یک تعلقه یا تحصیل در پاکستان است که در ایالت سند واقع شده‌است. تعلقه باقرانی ۴۵۵٬۸۳۴ نفر جمعیت دارد.